# Kippenbrug

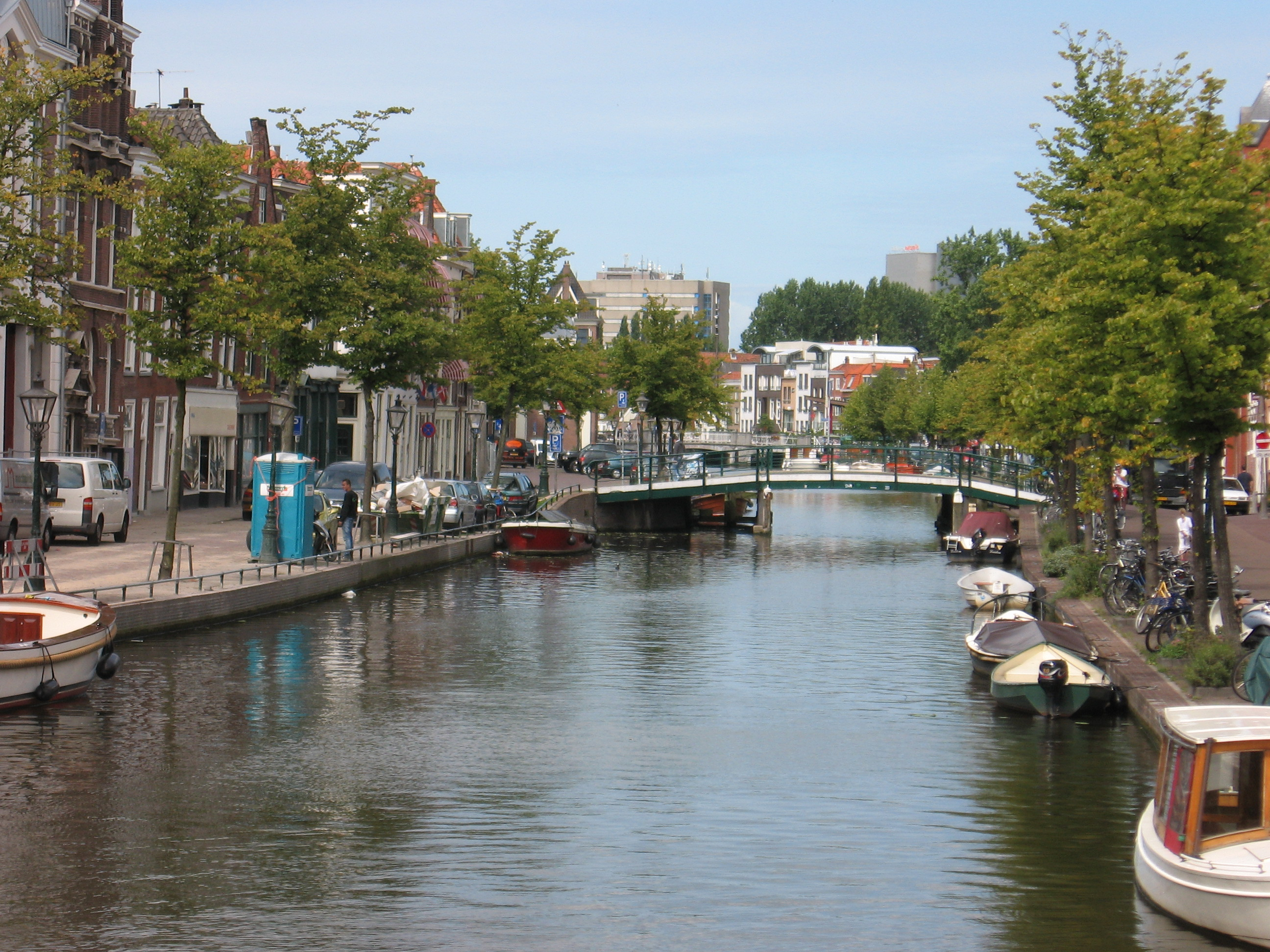
De Kippenbrug in Leiden

Een kippenbrug is een oude benaming voor een voetgangersbrug.
Vaak heeft een brug een eigen naam, maar het komt regelmatig voor dat een voetgangersbrug de Kippenbrug wordt genoemd, vooral door mensen die in de betreffende buurt wonen.
Enkele kippenbruggen zijn:
- Aalsmeer: 1920
- Almelo: ook bekend als het Linkerbruggetje, ca 1890, oude draaibrug
- Amsterdam: Kippebrug over de Kattenburgervaart, die over Realengracht is vervangen door een ophaalbrug
- Baarn: over spoor 802
- Brielle: uit 1909
- Dordrecht: Merwekade, voor 1910
- Hoorn, Kippebruggetje over het Nieuwland, 1864
- Maredorp, Leiden: over de Oude Rijn, in de brugleuning staat de naam Kippenbrug
- Naarden: tussen de vesting en station Naarden-Bussum
- Oudorp ook Kerkbrug of Torenbrug bij de Ambachtsmolen, over de Schermerringvaart, maakt deel uit van de route van de Alkmaarse Vierdaagse, in 2005 herbouwd.
- Schiedam: over de Nieuwe Haven
- Vlaardingen: 1904, over de keersluis, ten zuiden van de spoorbrug uit 1889.
- Voorburg: de Nieuwe Tolbrug uit 1891/1892 over de Vliet nabij familiepark Drievliet
- Weesp of Dobbelbrug: Oudegracht
- Zaandam, voormalige brug bij Poelenburg (wijk 12), waar nu de toegangsweg naar Zaandam-Zuid is.